# Троицкое (Северная Осетия)
Тро́ицкое (осет. Троицкæй) — село в Моздокском районе Республики Северная Осетия — Алания. 
Административный центр муниципального образования «Троицкое сельское поселение».

## Географическое положение
Селение расположено в северо-восточной части Моздокского района, на левом берегу реки Терек. Находится у северо-восточной окраины районного центра Моздок, в 93 км к северу от города Владикавказ.
Граничит с землями населённых пунктов: Моздок на юго-востоке, Ново-Георгиевское и Весёлое на востоке и Калининский на юге. На юге и западе фактически слился с городом Моздок, граница с которой проходит по железнодорожной линии СКЖД.
Населённый пункт расположен на Притеречной равнине. Рельеф местности преимущественно равнинный, без резких колебаний относительных высот. Средние высоты на территории села составляют 137 метров над уровнем моря.
Гидрографическая сеть на территории села в основном представлена рекой Терек и искусственными водоканалами. Чуть выше села проходят каналы — Терско-Кумский и Бурунный.
Климат влажный, умеренный. Температура воздуха в среднем колеблется от +22,5°С в июле, до −2,5°С в январе. Среднегодовое количество осадков составляет около 530 мм. Основное количество осадков выпадает в период с мая по июль. В конце лета из района Прикаспийской низменности дуют суховеи.

## История
Населённый пункт основан в 1878 году, в период становления Моздокской крепости как Терской казачьей линии, предназначенной для защиты от турок. Первыми переселенцами этих земель стали братья Колубашевы, семьи Масленниковых, Панасенко, Матузок, основавшие небольшие хутора Хохлы, Полтавку, 5-ю сотню. Эти поселения объединились впоследствии в село Троицкое, находившееся в непосредственной близости от города Моздока.
В 1929 году в селе был создан колхоза, который первоначально носил название — «Колхоз имени Павших борцов за революцию». Первым его председателем стал Иван Федорович Буров. Хозяйство он возглавлял 5 лет. Круто взялся за укрепление экономики колхоза его последователь Липатов, которого подстерегла бандитская пуля. К началу войны под руководством Марии Андреевны Мозговой хозяйство крепко встало на ноги….
В 1944 году вместе с городом Моздок, селение было передано из Ставропольского края в состав Северо-Осетинской АССР.
Русско-кумыкский конфликт
28 августа 2010 года в село, населенное преимущественно русскими, ворвалась вооруженная группа кумыков, устроившая погром, в результате которого пострадали четверо станичников. Зачинщики погрома были задержаны и предстали перед судом за «хулиганство»
Свидетельства очевидцев:

Приезжаем. Только успел загнать во двор машину — бежит организованная толпа, приехавшая на 28 легковых автомобилях. Это стадо добежало до двора, а нас — человек 15. Женщины наши вышли, стали расспрашивать, зачем они приехали. А они: «Вы что не знали, с чем вы имели дело? Вы что, бьёте кумыков? Мы вас, русских, закопаем!»

## Население
| 1970  | 2002  | 2010  | 2011  | 2012  | 2013  | 2014  |
| ----- | ----- | ----- | ----- | ----- | ----- | ----- |
| 3395  | ↗3937 | ↘3695 | ↗3696 | ↘3689 | ↘3685 | ↘3665 |
| 2015  | 2016  | 2017  | 2018  | 2019  | 2021  | 2023  |
| ↗3687 | ↘3677 | ↘3663 | ↘3625 | ↗3633 | ↗4117 | ↘4033 |
| 2024  | 2025  |       |       |       |       |       |
| ↘3979 | ↘3958 |       |       |       |       |       |

Плотность — 40.85 чел./км2.
Национальный состав
По данным Всероссийской переписи населения 2010 года:
| Народ    | Численность, чел. | Доля от всего населения, % |
| -------- | ----------------- | -------------------------- |
| русские  | 3121              | 84,5 %                     |
| осетины  | 171               | 4,6 %                      |
| кумыки   | 58                | 1,6 %                      |
| цыгане   | 51                | 1,4 %                      |
| украинцы | 42                | 1,1 %                      |
| армяне   | 39                | 1,0 %                      |
| другие   | 213               | 5,8 %                      |
| всего    | 3695              | 100 %                      |

## Образование
- Троицкая школа им. Никиты Дорофеевича Дронова — ул. Комсомольская, 14.
- Начальная школа Детский сад № 1
- Начальная школа Детский сад № 2

## Здравоохранение
- Сельская амбулатория — ул. Космонавтов, 3.

## Культура
В селе Троицком имеется Дворец культуры, на базе которого работает филиал Луковской школы искусств. Юных художников обучает член Союза художников России Ю. Побережный. На двух стадионах дети и взрослые занимаются легкой атлетикой.

## Улицы
| 21 км          |
| Бударина       |
| Виноградная    |
| Ворошилова     |
| Гагарина       |
| Дронова        |
| Космонавтов    |
| Влада Листьева |

| Матросова      |
| Миллера        |
| Комсомольская  |
| Космонавтов    |
| Олега Кошевого |
| Матросова      |
| Мира           |

| Мичурина    |
| Моздокская  |
| Молодёжная  |
| Октябрьская |
| Степная     |
| Тимирязева  |